# Dowód wewnętrzny
Dowód wewnętrzny – dokument księgowy (wewnętrzny) potwierdzający zakup. Dokument służy do zaksięgowania kosztów firmy oraz niektórych przychodów (np. odsetki z lokat bankowych). Dowód wewnętrzny używany jest do zaksięgowania transakcji, które nie zostały potwierdzone fakturą.
Dowód wewnętrzny musi być opatrzony datą oraz podpisami osób, które bezpośrednio dokonywały wydatków, a także podpisem przedsiębiorcy.

## Elementy danych
Zgodnie z przepisami prawa (rozporządzenie w sprawie KPiR – § 14 ust. 2) wystawiony dowód wewnętrzny musi dotyczyć (kosztów) wydatków:
- zakup produktów roślinnych i zwierzęcych (bezpośrednio od krajowego producenta lub hodowcy),
- zakup surowców wtórnych (z wyłączeniem zakupu (skupu) metali nieżelaznych oraz przeznaczonych na złom samochodów i ich części składowych),
- zakup w jednostkach handlu detalicznego materiałów pomocniczych,
- wartości produktów roślinnych i zwierzęcych pochodzących z własnej uprawy lub hodowli prowadzonej przez podatnika;
- koszty podróży służbowych – rozliczenie podróży służbowej (koszty diet i innych należności za czas podróży służbowej pracowników oraz wartości diet z tytułu podróży służbowych osób prowadzących działalność gospodarczą i osób z nimi współpracujących),
- koszty związane z prowadzeniem działalności w mieszkaniu (opłaty za czynsz, energię elektryczną, telefon, wodę, gaz i centralne ogrzewanie, w części przypadającej na działalność gospodarczą; należy posiadać dowód jest dokument obejmujący całość opłat na te cele;),
- opłaty parkingowe – wydatki związane z parkowaniem samochodu (poparte dokumentami niezawierającymi danych, o których mowa w § 12 ust. 3 pkt 2 ustawy o podatku dochodowym od osób fizycznych; należy posiadać bilet z parkometru, kupon, bilet jednorazowy załączony do sporządzonego dowodu),
- opłaty sądowe, skarbowe i notarialne,
- ubezpieczenie majątku firmy – podstawą jest polisa ubezpieczeniowa[1].

Dowodem wewnętrznym można księgować niektóre przychody związane z:
- dodatnimi różnicami kursowymi;
- odsetkami od lokat bankowych;
- odsetkami od prowadzenia rachunków bankowych;
- premii przyznawanych przez bank;
- wykazaniem przychodu z działalności po sprzedaży środka trwałego, przekazanego wcześniej na cele prywatne.